# Hautasaari (ö i Ranua, Välttämönselkä)
Hautasaari är en ö i Finland. Den ligger i sjön Ristijärvi och Välttämönselkä och i kommunen Ranua i den ekonomiska regionen  Rovaniemi ekonomiska region  och landskapet Lappland, i den norra delen av landet, 700 km norr om huvudstaden Helsingfors. Öns area är 0,3 hektar och dess största längd är 100 meter i öst-västlig riktning.